# Pseudobagarius macronemus
Pseudobagarius macronemus är en fiskart som först beskrevs av Bleeker, 1860.  Pseudobagarius macronemus ingår i släktet Pseudobagarius och familjen Akysidae. Inga underarter finns listade i Catalogue of Life.